# غاف مختصر
غاف مختصر أو غاف مقتضب (الاسم العلمي: Prosopis abbreviata)، نوع نباتات مُزهرة من فصيلة البقولية. موطنها في الأرجنتين. إنها مهددة بخسارة موائلها.